# 炭化ジルコニウム
炭化ジルコニウム（たんかジルコニウム、ZrC）は非常に硬い、耐火性のセラミック材料である。商業的には、切削工具のバイトに使用される。通常は焼結により加工される。

## 物性
| ZrC の熱膨張係数 | ZrC の熱膨張係数 |
| T                | αV               |
| ---------------- | ---------------- |
| 100 °C           | 0.141            |
| 200 °C           | 0.326            |
| 400 °C           | 0.711            |
| 800 °C           | 1.509            |
| 1200 °C          | 2.344            |

立方晶系の結晶構造を持つ、灰色の金属粉末である。耐食性が高い。第4族遷移金属侵入型炭化物であり、超高温セラミック (UHTC) に分類される。金属結合が存在するため、熱伝導率は 20.5 W/m·K および電気抵抗率は ~43 μΩ·cm と、金属ジルコニウムに近い値を示す。Zr-C間の強力な共有結合のため、非常に高い融点 (~3530 °C) および弾性率 (~440 GPa)、硬度 (25 GPa) を示す。ZrCの密度は6.73 g/cm3 と、WC (15.8 g/cm3) や TaC (14.5 g/cm3)、HfC (12.67 g/cm3) などといった他の炭化物に比べて低い。その低い密度と耐熱性から、これらの性質が重要となる大気圏突入機やロケット・スクラムジェットエンジン、超音速機に適していると考えられる。
耐火金属の炭化物のほとんどと同様、炭化ジルコニウムは準化学量論的化合物であり、炭素欠陥を含む。およそ ZrC0.98 を超える炭素含有率を有する材料は、遊離炭素を含む。ZrCは0.65から0.98の炭素・金属比範囲で安定である。
TiC、ZrC、SiCは実用上強酸性溶液 (HCl) および強塩基性溶液 (NaOH) に対して100 °C においてさえ不活性であるが、ZrC は HF とは反応する。
炭化ジルコニウムと炭化タンタルの混合物は、サーメット材料として重要である。

## 応用
ハフニウムを含まない炭化ジルコニウムおよび炭化ニオブは、原子炉における耐火被覆材として応用可能である。中性子吸収断面積が低く、放射線照射下における損傷感受性が低いため、核燃料の酸化ウランおよび酸化トリウムの被覆材としての用途がある。また、超高温ガス炉用燃料粒子の被覆材料としての研究が行われている。
流動床反応器内で熱CVDにより被覆を行うことが多い。また、高温において放射率および電流容量が高いため、熱光発電デバイスにおけるラジエータや電界放出エミッタチップ材料としても有望である。
研磨材、クラッディング、サーメット、白熱フィラメント、切削工具などにも用いられる。

## 製造法
以下に示すようないくつかの方法がある。
- ジルコニア(ZrO2) とグラファイトの混合物を、アルゴンガス(Ar) または Ar-H2 混合ガスのプラズマジェットにより高温加熱することにより得る[8][9]。

- 900–1500 °C に加熱したアルミナ管内のムライト管に、塩化ジルコニウム(IV) の蒸気、メタンガス(CH4)、水素ガス(H2) を均一に混合した気体を流通させることにより、ムライト管を基材として ZrC を析出させる[10][9]。

- マグネシウム還元法[9]

{\displaystyle {\ce {ZrO2(s) + 2Mg(s,l) + CH4(g) ->[{1000℃}] ZrC(s) + 2MgO(s) + 2H2(g)}}}
また、粉末 ZrC を 2000 °C 以上で焼結させることにより緻密化 ZrC が製造される。ZrCをホットプレスすることにより焼結温度を下げると同時にきめ細かい完全緻密化 ZrC を製造することができる。放電プラズマ焼結による完全緻密化 ZrC の製造も行われている。

## 複合材
800 °C 以上での酸化耐性の低さにより、ZrC の応用範囲は制限される。酸化耐性を高める一つの方法は、複合材の製造である。提案されている複合材の中でも、ZrC-ZrB2 や ZrC-ZrB2-SiC が重要である。これらの複合材は 1800 °C までの温度での使用に耐える。